# Nereiphylla mimica
Nereiphylla mimica är en ringmaskart som beskrevs av Eibye-Jacobsen 1992. Nereiphylla mimica ingår i släktet Nereiphylla och familjen Phyllodocidae. Inga underarter finns listade i Catalogue of Life.